# Paul Boué

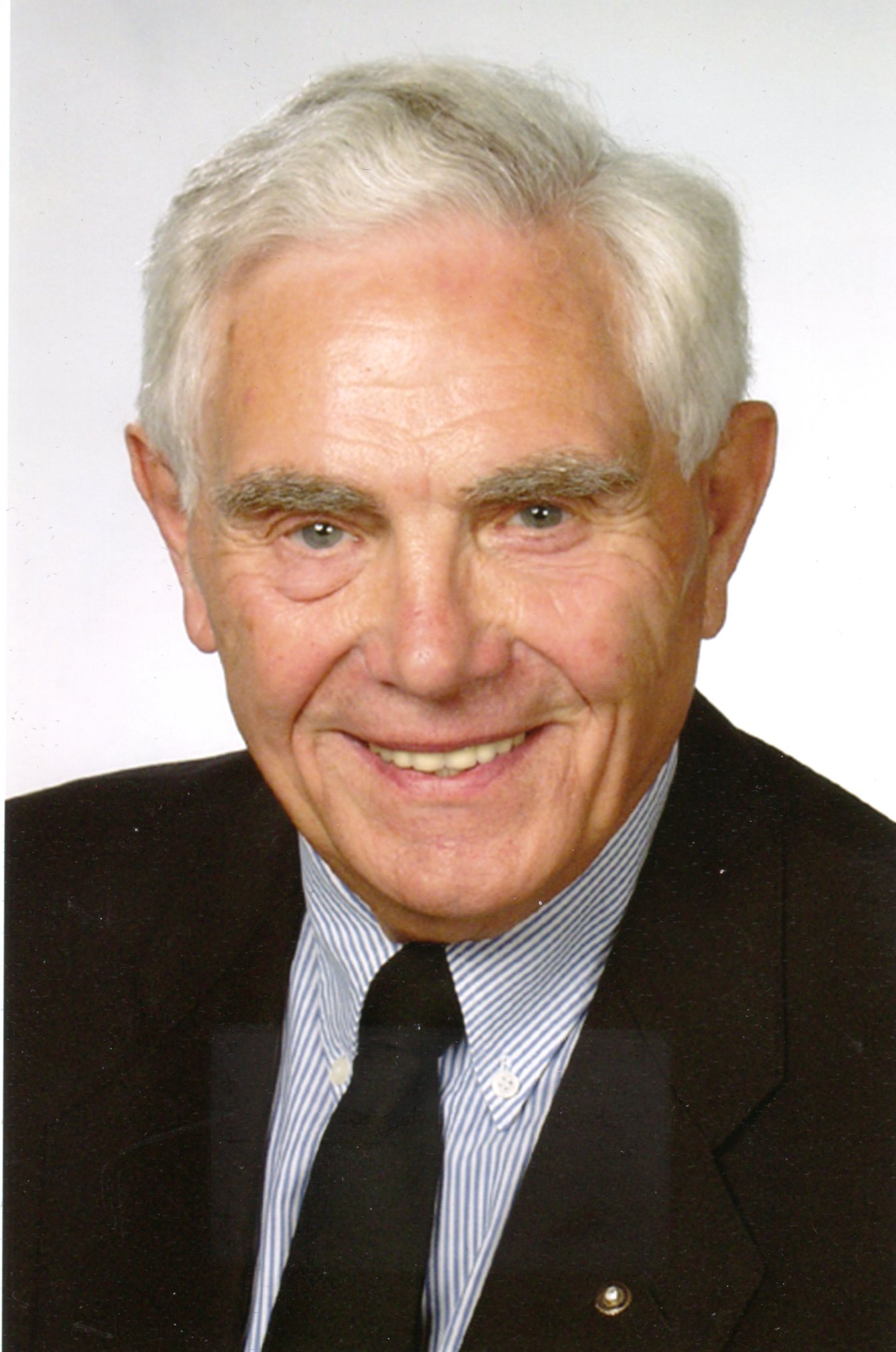
Paul Boué

Paul Boué (* 27. Oktober 1920 in Wiesbaden; † 11. Juni 2016 in Darmstadt) war ein deutscher Stahlbauingenieur.
Er wurde im Stahlbau vor allem als Schrägseilbrückenbauer, -Experte und -Gutachter bekannt. Als seine bekannteste Arbeit dürfte die Planung der Köhlbrandbrücke in Hamburg gelten. Nach seiner Karriere in der Stahlbauindustrie, zuletzt als technischer Vorstand und Vorstandsvorsitzender, beriet er über dreißig Jahre lang als freiberuflicher Ingenieur mit Bürostandorten im Hamburger Vorort Reinbek und in Darmstadt.